# 非婚同盟
『非婚同盟』（ひこんどうめい）は、東海テレビ制作、フジテレビ系で、2009年1月5日から4月3日までの月曜日から金曜日13:30 - 14:00に放送された日本の昼のテレビドラマ。全65回。ハイビジョン制作。フジ系のほか、テレビ朝日系の青森朝日放送では同年の夏休み期間中に1時間枠（2話放送）で遅れネットされた。

## 概要
- 非婚（自らの意思で結婚しない事）同盟を結んだ3人の女性の過激な人間関係を描くホームドラマ[1]。気の強いお嬢様由起子の身の上に起きる、父の妾と妾の娘・小百合との同居生活は、同級生の和子らを巻き込み3人は成人すると、毎朝「非婚五ヶ条」なるものを読み上げ、結婚しない事を誓いながら同居することに。
- 脚本の中島丈博とプロデューサーの西本淳一は2004年に大ヒットした『牡丹と薔薇』を担当していた。
- 和子役の李千鶴は役作りのために8.5kgも体重を増量して、役に挑んだ[2]。
- 番組で使用された『非婚の指輪』[3]や出演者の衣装は、番組とのコラボ企画をしている通信販売業者のディノスで購入できた。

### 『非婚』とは
本作での概念は以下のとおり。口ではどんなに「平等」を謳っても、一度結婚してしまえば男は女を家庭に縛りつけ、奴隷のようにこき使うだけになる。結婚は女を不幸にする制度であり、それを受け入れるのは女としてのプライドを捨てた恥ずべき行為である、としている。すなわち結婚「できない」のではなく、自ら結婚（というシステム）を「拒絶する」というもの。ただしセックスや出産に関しては女の権利のひとつとして寛容な立場を取っている。ウーマンリブや男女同権に近い思想ではあるが、政治的な性質はない。

## あらすじ
1974年11月。ヒロインの由起子は小学生。父・猪士郎は妾・圭子とその娘・小百合(父親はアメリカ人)と異母兄弟・震五郎の存在を娘・由起子と妻・絹子に明らかにし、ショックを受ける二人を尻目に妾とその娘を家の離れに招きいれる。1975年正月から由起子、兄・俊彦、父の妾・圭子と妾・圭子の子供の小百合と弟の震五郎たちとの奇妙な同居生活が始まる。小百合の同級生である和子は由起子達から奴隷の様に扱われながらも、酒に溺れる父と暮らすことを嫌い、2人の奴隷として生きる事を決意。その秋、俊彦の友人らと丹沢の別荘に出かけるが、和子と小百合と山賊に襲われるお姫様ごっこをしている時、別荘番の男に和子が襲われる。由起子と小百合が別荘番を追い払い難を逃れるが、襲われかけた和子には一生癒すことのない深い心の傷ができる。3人は結婚しないこと、男の奴隷にならないことを決意。12年後の1987年、絹子の13回忌に証券会社のトレーダーとなった由起子、テレビ局アナウンサーの小百合は、男に混じり工事現場で働く和子と再会。3人は非婚同盟を結び「非婚の指輪」なる決意の指輪をつけ、毎朝「非婚五ヶ条」を読み上げる同居生活が始まる。

## 登場人物

### 主要人物
伊庭 由起子（いにわ ゆきこ）
演 - 佐藤仁美（第2部以降） / 林愛夏（少女期・第1部）
猪士郎と絹子の長女。私立小学校に通う気が強いお嬢様。突然やってきた父の妾・圭子とその連れ子・小百合と暮らすようになり始めの頃は衝突するが、その後2人はお互いに親の件で悩みを抱えていたことで意気投合し親友同士に。12年後、一人暮らしをしながら第15証券のトレーダーとして働くが母の遺言で結婚しないことを心に誓う力強い女性に。非婚同盟のリーダーとなり小百合、和子と同居生活を始める。性に関してはかなりオープン。職場の同僚の柏木と交際していたが、彼は結婚願望が強かったために見切りをつける。間もなく兄の友人・忠雅と恋に落ち、一度は別れるものの妊娠を機に復縁するが、交通事故で死別。忠雅から残されたカナリアの絵を受け取り、形見として彼女の部屋に飾った。勤務先を退職し、和子と小百合を連れ非婚同盟結成のルーツである丹沢の別荘に向かうが、12年前和子を襲った亀喜が白骨死体で発見されたことを知り3人で自首するが正当防衛が認められ、同時に非婚同盟は解散。翌年8月、香菜子を出産。楠造から譲られた鏑咲画廊の経営を始める。著書『非婚同盟』がベストセラーとなり「非婚族」という言葉まで生まれ、非婚バーの経営にも乗り出す。小百合の恋人、美那雄の売り込みに精を出しすぎてしまったことが原因で小百合との友情に一時的に亀裂が生じてしまう。美那雄に彼の美術展で特選を取らせるために日本画家の敬春に体を許すが、それが原因で彼の怒りを買ってしまう。2008年、和子と共に時代遅れの非婚バーを経営。
伊庭 小百合（いにわ さゆり（旧姓：小幡〈おばた〉）
演 - 秋山エリサ（第2部以降） / 近藤エマ（少女期・第1部）
猪士郎の妾・圭子の娘。白人のアメリカ兵と圭子の間に生まれたハーフ。父親のアランは帰国し音信不通。由起子が猪士郎と絹子の結婚20周年祝いのプレゼントとして買ったクリスタル製のワイングラスを、はしゃいでいた震五郎を追っていた彼女が由起子にぶつかったはずみで割らせてしまったことから運命の出会いを果たす。12歳から伊庭一家と暮らすことになり、最初は由起子と反発しあうがやがて親友同士に。母親の男性遍歴が原因で男嫌いになる。12年後、美しく成長し、テレビ局『KDSテレビ』のアナウンサーになるが男嫌いは相変わらずで、処女を貫く小百合は男性と交際する由起子と和子を汚らわしく感じる。一人暮らしをしていたが由起子と共に結婚しない誓いをし、同居生活を始める。一度谷本に身を投げ出そうとするが、寸のところで栃男に救われた。ライブ中の俊彦に魅了され、小学生時代に唇を奪われた公園でキスをし、俊彦にだけは男性恐怖症にならなかったことから交際を開始し体を捧げるも猪士郎の策略で二人の関係がマスコミに露呈される。その後マスコミから逃れるため俊彦とホテルに閉じこもり逃避行のためにイタリア旅行へ行こうとしていたが、二人の目の前で俊彦の恋人だった奈保子が投身自殺を図りそのショックで破局。数日後、来日していた父親のアランがTVで娘を見かけたと突然勤務先に連絡があり、実父と再会。白骨死体事件でマスコミに騒がれ、三人は非婚同盟を解散し、父と共に半年間アメリカへ旅立つ。帰国後、ニューヨークで知り合った恋人の美那雄をめぐり由起子とトラブルになり、二人への別れを決意したが妊娠に気づく。1989年に和花枝を出産。2008年、今も司会などの仕事を続けている。
大江 和子（おおえ かずこ）
演 - 李千鶴（第2部以降） / 南川ある（少女期・第1部）
小百合の同級生、紙芝居屋・周三の娘。のんびり屋で少々どんくさい性格。最初は同級生と共にハーフである小百合を苛めていたが、小太りな容姿や貧乏な生活を理由に、逆に小百合や同級生達から苛められる。由起子と小百合に奴隷のように扱われたこともあったが、やがて親友に。母親が蒸発し父親が虐待紛いの暴力を振るうようになり由起子たちに助けを求めた。由起子たちと出かけた丹沢の別荘で別荘番の亀喜という男に強姦されかけたのをきっかけに男嫌いになる。成人後は、工事現場で働いており絹子の13回忌の際に由起子と小百合に再会。二人と共に暮らし始め、非婚同盟に参加することに。同僚の男性と交際したが女中のように扱われて捨てられ、仕事を休んで圭子のバーを手伝う。震五郎の童貞を捨てさせ、交際していたが惟子に震五郎を奪われる。結婚はしないがセックスに興じる由起子と、頑なに処女を守る小百合のやり方に常に疑問を感じていたが、白骨死体事件を機に非婚同盟は解散。由起子の画廊に集まる非婚族の女性を集めた非婚バー『黄色い薔薇』のマネージャーに。店の客・稲村と親密な関係になり妊娠、直美を出産。2008年、由起子と非婚バーを続けているが、稲村から同居しようと言われている。
伊庭 猪士郎（いにわ いのしろう）
演 - 風間トオル
俊彦と由起子と震五郎の父で、東亜製鋼社長。一代で財を成した父から会社を譲り受ける。女癖が非常に悪いプレイボーイで、自己中心的で自分の意見や願望を通すべく自分で作った「迷論」の数々をあたかも崇高で正しい事極まりないように言い放ち本妻と妾を平等に愛するという理由で、一つ屋根の下に住まわせて家族を困惑させる。その後、絹子と圭子の仲が険悪になっているのを見かねて「絹子と圭子が仲良くしないなら」と秘書の管江を2人目の妾にしようとしたが絹子と圭子によって阻止された。しかし絹子の死を機に自身の態度に立腹して離れを占領しようとしていた由起子たちを阻止しようとした際に突如脳血栓で倒れ、リハビリ後も左半身に後遺症が残り、男性としての機能を失う。その後は週に2回だけ会社に行き、残りの時間は周三とカラオケをしながら自宅で過ごしている。柏木と由起子をどうしても結婚させようと由起子に内緒で柏木と手を組み密かに結婚式の準備をしていたほか、小百合と俊彦の交際に反対し、奈保子の口からその事実を知られ二人を無理やり別れさせようとして周三と共謀しマスコミを動かして二人の関係を露呈させたこともあった。亀喜の白骨死体事件に非婚同盟の3人が関与している理由で自宅に押し寄せたマスコミを追い払おうとした際に目の前で発作を起こし、病院に運ばれるがまもなく息を引き取る。（第1 - 2部）
伊庭 絹子（いにわ きぬこ）
演 - いとうまい子
猪士郎の妻で、俊彦と由起子の母。世間知らずの苦労知らずでお嬢様育ちのためか、専業主婦だが実際は妻としても母親としてなっておらず家事は苦手で大嫌いかつ家政婦のテル任せで一切何もしていない。精神的に脆い面があり神経過敏。睡眠薬を愛用し、アルコール依存症気味になっており、情緒不安定気味。毎日トランプ占いをしている。妾・圭子らとの同居によるストレスから重度の自律神経失調症に。一時は菅江の件で圭子と同調するも、その直後の猪士郎の自分勝手な態度に神経をすり減らし、一時は家出を敢行。無事に家に帰宅するものの、発作的に睡眠薬を大量に摂取したことが原因で危篤状態に陥り、由起子に「決して結婚してはいけません」と言い残し死去。後の非婚活動の後押しをした人物である。（第1部）
伊庭 圭子（いにわ けいこ〈旧姓：小幡〉）
演 - 三原じゅん子
猪士郎の妾、小百合と震五郎の母。新橋で場末のバー『黄色い薔薇』を経営。猪士郎の本妻とその娘達と同居を始め絹子と対立する。絹子が一時的に家出すると伊庭家の主婦のように振る舞い、お手伝いのテルにもきつく当たるようになる。絹子を死に追いやり、猪士郎の後妻となってもバーを経営。店には成長した子供達が圭子を頼りやってくる。頑なに処女を貫く小百合の行く末を按じている。小百合を口説くよう頼んでいた谷本と一時は不倫関係になるが猪士郎と菅江によって関係が発覚すると責められた上に自暴自棄となり自殺騒ぎを起こした末に失踪するも無事帰宅し、関係を解消。震五郎と和子の交際には反対していた。猪士郎の死後は赤字に陥っていたバーを由起子の提案で非婚バーとして再オープンし、自らも働く。2008年、震五郎の結婚問題にやきもきしていたが、末期の乳がんに冒されていた。香菜子たちに由起子の非婚のルーツを教え、由起子に過去の非礼を詫びた後に容態が急変し、病院に搬送される。病院で由起子たちと香菜子たちに「結婚でも非婚でも幸せになればそれでいい」と言い残し、息を引き取る。
伊庭 俊彦（いにわ としひこ）
演 -  松尾政寿（第2部以降） / 本間春男（少年期・第1部）
猪士郎と絹子の長男。由起子の兄、震五郎の異母兄。仲間と決して上手とは言えないバンドを組んでいる。猪士郎と絹子の仲が良くないのを冷ややかに見つめ、非の大本である父を批判。父の愛人・圭子を「下品な女」と毛嫌いし、アコースティック・ギターで圭子を殴って負傷させ、圭子が家を出ないなら娘の小百合を強姦すると脅すなど反発的。成人後はジャズミュージシャンになり、父親らと別居し精神的に距離を置いて恋人・奈保子と同居。奈保子の妊娠を機に結婚するかどうか迷うものの、中絶する決意をする。しかし俊彦が奈保子と共に伊庭家に来た際に中絶した事実を父に知られ、それに激怒して殴られた際「親父のせいで親になる自信がなくなった」と心境を吐露。かつて強姦しようとしてキスを交わした小百合から誘われると奈保子に隠れて交際する。後に奈保子の口から交際の事実を知った父の計らいで二人の関係がマスコミに露呈され、逃避行のために小百合とイタリアへ向かおうとするが、潜伏先のホテルで奈保子が目の前で自殺したことを機に旅行を中止、関係も解消した。惟子から震五郎の次に誘惑され交際するが惟子のいい加減な態度に反発しDVをするようになる。美那雄に捨てられ妊娠していた小百合に「俺が父親になる」と言うが断られてしまう。2008年、アメリカで生活し、現地のジャズバンドに加入している。
伊庭 震五郎（いにわ しんごろう〈旧姓：小幡〉）
演 - 出口哲也（第2部以降） / 林遼威（少年期・第1部）
猪士郎と妾・圭子の次男（猪士郎の非嫡出子）。俊彦と由起子の異母弟、小百合の異父弟。震度5の地震があった時に生まれたために猪士郎が命名。彼が小百合と共に出かけたデパートで一人走り回っていたことがこの物語が始まる1つのきっかけとなる。天真爛漫な性格で異母姉・由起子と異母兄・俊彦とすぐに仲良くなる。12年後、水球をするたくましいがおっちょこちょいな大学生に。童貞であることを同級生にからかわれたため、和子に童貞を克服してほしいと頼み込み関係を結ぶ。その後は和子から小遣いまで貰っていたが惟子に誘惑され、和子と別れる。それから惟子と交際していたが、彼女が震五郎を利用してわざと交際したことを暴露され、突然振られるが、鏑咲夫妻から気に入られており鏑咲家に出入りしていた。2008年、亡き父が働いていた東亜製鋼でサラリーマンとして働くようになるが婚期を逃し、結婚相談所に出入りしては見合いを繰り返していた。そこで紹介されたさつきと出会い交際するが、ライフスタイルの不一致から振られてしまう。

### その他の人物
飯野 テル（いいの テル）
演 - 松金よね子
伊庭家のお手伝い（家政婦）。伊庭家の主婦気取りで図々しい性格。宝塚歌劇団のファン。伊庭家にやってきた福江と台所を巡って争いに。やがて圭子からもきつく当たられる。第2部以降登場しないが、消息については不明。（第1部）
小幡 福江（おばた ふくえ）
演 - 福井裕子
小百合と震五郎の祖母、圭子の母。下品で知性と教養がなく、何かと圭子に本妻の絹子と張り合うようにけしかける。伊庭家に一緒にやって来るが、実家で石油コンロしか使ったことが無く、ガスコンロの使い方が分からずにガス爆発を起こしたり、高級レストランでフィンガーボウルの水を飲むなど伊庭家のトラブルメーカーに。1983年に鬼籍に入る。（第1部）
小松 管江（こまつ すがえ）
演 - 寺田千穂
猪士郎の秘書。猪士郎から妻・絹子と圭子が仲良くならないと相談され、圭子に駄目出しをすると猪士郎の2人目の妾となるが、絹子と妾・圭子が和解すると猪士郎との関係を解消する。絹子の死を受けて妾である圭子と猪士郎の再婚が決まると妾として伊庭家の離れで暮らす予定だったが、猪士郎の病気の発症を機に話は破談となる。その後も猪士郎の秘書を続けている。（第1 - 2部）
大江 周三（おおえ しゅうぞう）
演 - 宮内敦士
和子の父。紙芝居屋をしているが、仕事への意気込みや腕前とは裏腹に今（1975年当時でも）では時代遅れな商売の為儲からず、酒に溺れて妻の弥生とは喧嘩ばかりした末に逃げられた。圭子の店で偶然出会った猪士郎と意気投合。その後も紙芝居屋を続け、伊庭家に入り浸り猪士郎や自分の身に起きた出来事を自作の紙芝居にし、猪士郎らに見せている。猪士郎のカラオケ友達。猪士郎の死後は非婚バーの呼び込みになる。1991年 - 2008年の間に故人になる（死去時期は不明）。（第1 - 2部）
大江 弥生（おおえ やよい）
演 - 宮地雅子
和子の母、周三の妻。貧乏暮らしと夫婦の不仲に嫌気がさしている。知人でママ友である圭子のバーで働き始めるが、店の金庫内の金を全て持ち出し東亜製鋼の社員と不倫の果てに駆け落ちし、蒸発した。（第1部）
柏木 功介（かしわぎ こうすけ）
演 - 阿部薫
第十五証券社員で、由起子の同僚にして交際相手。交際中の由起子とどうしても結婚したいと高望みし、結婚式の招待状を送らせるためだけに由起子の部屋に彼女宛の年賀状の束や卒業アルバムを盗みに入ったり猪士郎を巻き込み勝手に結婚式の準備をするが腹を立てた由起子に振られる。また、振られた腹いせにメチャ子を圭子のバーに連れ、由起子らに嫌がらせをしたが栃男に殴られた末に店からつまみ出された。後に由起子が忠雅と一時的に振られたショックで上の空になって職場で発注ミスを起こした際に彼女を嘲笑する態度を見せていたこともあったが、彼女が出産を機に退職した際に和解する。（第2部）
柏木 時三（かしわぎ ときぞう）
演 - 沼崎悠
功介の父。由起子が息子と結婚しないことに逆上して妻と共に伊庭家に押し掛け、由起子を「淫乱女」や「色情狂」と罵倒した。（第2部）
メチャ子（-こ）
演 - 高原里佳
本名は不明。功介が圭子のバーで由起子に振られた憂さ晴らしとして連れてきた得体の知れない肥満体質の女で、娼婦を自称している。非婚同盟を「パンパン同盟」と罵倒したが、その発言が小百合や和子の怒りを買って乱闘騒ぎとなり、その後栃男に功介共々店からつまみ出された。（第2部）
井下 栃男 （いのした とちお）
演 - 高田賢一
和子の同僚の土木作業員。母はギャンブル好きな父親に嫌気がさして首を吊って自殺。結婚しないと決意していた。非婚同盟に賛同し加入したがるが、男性であるという理由で非婚同盟の協力者という立場になる。3人からは「栃さん」と慕われ、圭子の店の常連に。非婚同盟解散式では大泣きしてしまう。（第2部）
奈保子（なほこ）
演 - 新妻さと子
第2部が始まる数年前から俊彦と同居している恋人。姓は不明。俊彦の子を妊娠していたが、親になる自信を無くした俊彦の意思により中絶。しかし、どうしても産みたがっていたため猪士郎や圭子に泣きながら中絶したことを告白していた。控えめな性格で初対面の際に猪士郎から気に入られる。俊彦と小百合の関係をいち早く知っており、猪士郎と圭子に俊彦の浮気を止めさせるよう訴えていた。その後、俊彦のいるホテルの部屋で忘れ物のカメラを彼に渡した後、ホテルの屋上から投身自殺を図って死亡。彼女の死が俊彦と小百合の恋愛関係を解消させる結果となった。（第2部）
谷本 宇佐緒（たにもと うさお）
演 - 井田國彦
雑誌マチルダ編集長。小百合に好意を寄せる気障なお調子者。圭子から小百合を口説いて女にして欲しいと頼まれるが、彼女が頑なな態度をして拒絶されたことに加え押しかけた栃男に殴られたことで小百合を諦め、逆に圭子を口説いたことがきっかけで一時不倫関係になるが、猪士郎と菅江によって暴露され関係を解消。その後、妊娠を機に証券会社を退職した由起子に非婚についてのエッセイ本の執筆を依頼する。その後も『黄色い薔薇』の常連客となった。（第2 - 3部）
並川 大吉（なみかわ だいきち）
演 - 井上倫宏
服飾関連の仕事をしている由起子の顧客。由起子との結婚を急ぐ柏木から披露宴の招待状が届いた。（第2部）
鏑咲 忠雅（かぶらざき ただまさ）
演 - 小林高鹿
俊彦の友人で、青山で画廊を経営する青年。親同士が決めた許嫁・惟子がいるが、本人にその気はなく由起子と交際を始める。肉体関係を結び猛烈にプロポーズをするも揺るがない由起子の非婚の誓いにショックを受け一時は別れを告げるが、由起子の妊娠をきっかけに復縁する。由起子にプレゼントするはずだった敬春作のカナリアの絵を受け取りに行った帰り道、交通事故に遭い危篤となり、その後由起子に入籍させることを断られた楠造の意志で生命維持装置を取り外されそのまま死去した。なお、カナリアの絵は彼の車のトランクの中から幸いにも無傷の状態で発見され由起子に渡り、形見として飾った。（第2部）
鏑咲 楠造（かぶらざき くすぞう）
演 - 菊池隆則
忠雅の父親、大手出版社社長。他界した親友・泰三と、惟子が20歳になったら忠雅と結婚させると約束しており、強引に二人を結婚させようとする。由起子の妊娠を知りようやく二人の結婚を諦めるが、何が何でも孫を手に入れようと画策する。息子の生命維持装置を外す前に由起子を入籍させて孫を鏑崎家の籍に入れようとするが、最後まで非婚を貫こうと入籍を断られたために恨みを募らせ、息子を死に追いやった仇同然の彼女を陥れようと13年前の丹沢での事件を調べ、マスコミにリークする。しかし、由起子には忠雅が生前に経営していた画廊を引き継ぐよう願い出たが、由起子が売り出したい美那雄の作風や人物が気に入らない。バブル崩壊とともに画廊を閉鎖し、由起子と完全に縁を切る。2008年、久しぶりに鏑咲家にやってきた震五郎から香菜子の結婚話について聞き、香菜子と養子縁組し結婚させようとしていた。（第2 - 3部）
鏑咲 園子（かぶらざき そのこ）
演 - 未来貴子
忠雅の母親、楠造の妻。惟子の気性の激しさに不安を抱き、楠造に対して忠雅と結婚させるのは反対だと訴える。楠造と共に震五郎を実の子のように可愛がり、養子縁組するつもりでいた。（第2 - 3部）
赤座 惟子（あかざ ゆいこ）
演 - 伴杏里（現：伴アンリ）
忠雅の許婚。無職のプー太郎。他界した大蔵省次官の父・泰三は楠造の親友。父と楠造は惟子が20歳になったら忠雅と結婚することを決めていた。性格は幼稚かつわがまま、いい加減で、口先だけが達者で、屁理屈ばかりこねて、思い込みが激しく、そして何も取り柄もない世間知らずで苦労知らずの馬鹿な鬱陶しい勘違い女で、由起子達に口論で打ち負かされた直後に自殺騒ぎを起こすほど。現在は花嫁修業のため遠慮もなく図々しく鏑咲家に寄生虫のように居候して居座るトラブルメーカー。忠雅をストーカーのように慕っており、由起子に敵意をむき出しにしていたが、由紀子達にあまり相手にされておらず、やがて由起子への嫌がらせとばかりに震五郎を騙して誘惑して交際する。だが、最初から捨てるつもりであったため別れた後、今度は俊彦に接近し交際するが、毎日のようにDVを受けていた。次第に由起子たちへの恨みはエスカレートしていき、ついには香菜子を巻き込んで彼女を誘拐してしまい、その後自業自得とはいえ俊彦に体罰を受けた。（第2部）
山谷 律子（やまたに りつこ）
演 - 川田しのぶ
丹沢にある伊庭家の山荘の管理人で、訛った口調で喋っている。和子を襲い由起子達から石や棒で殴られて流血しながら逃走し、その後行方不明になり白骨死体で発見された柿本亀喜は彼女の甥。楠造から金銭で釣られ12年前の和子が襲われたことや亀喜の行方不明に関する事件の詳細を教えた。事件の真相を知った後も、自業自得と亀喜の件は意にも介さず由起子たちに接してくれている。2008年、非婚同盟のルーツ探しにやってきた香菜子らに当時の出来事を聞かせる。
アラン・フィリップ
演 - David Ridges
小百合の実父。ビジネスで来日していた際にTVで偶然娘を見かけ、娘の職場であるKDSテレビに電話をし再会を果たす。2回の離婚歴から結婚制度にこりごりしており、由起子たちの非婚主義に賛同。小百合をカリフォルニアに招く。（第2部）
川内 敬春（かわうち けいしゅん）
演 - 志賀圭二郎
日本画家。大きな作品は数千万円で取引されている巨匠。亡き忠雅が由起子に贈ったカナリアの絵の作者でもある。メキシコの画家・フリーダ・カーロを気取り、デッサンがまるでできていない美那雄の作風を激しく非難。自らが審査員長を務める美術展で美那雄に賞を取らせたい由起子に体を要求する。（第2部）
岩城 美那雄（いわき みなお）
演 - 脇崎智史
小百合がアメリカで出会った新進日本画家。野心家で自信過剰。俊彦とは意気投合するが、周三の紙芝居を気に入らない絵だと破いてしまったり、図々しく楠造に金の無心をしたり行動は一貫して自分勝手で相手のことを考えない。由起子がパトロンとなり美那雄を売り出すことが決まると、彼と結婚する寸前であった小百合を邪険にし由起子に激しく迫る一方で、小百合との関係も続ける。欲望のままに何度も由起子を押し倒し無理やり抱こうとするが拒否される。バブル崩壊後、絵が売れなくなると同時に特賞を取らせるために由起子と敬春が一緒に寝ていたことを知って「誰も自分の絵の才能を認めてもらえなかった」と絶望し自暴自棄となり画廊で自身の絵を壊すなどの騒動を起こして失踪。翌年、横浜の韓国バーで詐欺紛いの粗悪な絵を売りつけていた。2008年、岩城仙泉と名を変えて画家を続け、新しい家族と暮らしている。（第2,3部）
稲村 勇（いなむら いさむ）
演 - 中村圭太
和子たちの非婚バーにやってきた報道カメラマン。非婚主義を非難し和子に挑戦的な態度をとり誘惑する。その後、和子と関係を持ち、和子の妊娠を機に結婚を申し込むが断られてしまう。娘・直美の養育費は和子に支払っている。娘の成長とともに家族で暮らしたいという気持ちが強くなる。（第2 - 3部）
苗場 朋美（なえば ともみ）
演 - 平田まり
鏑咲画廊職員。多忙な由起子に代わり香菜子の世話（ベビーシッター的な役割）をする。（第2部）
鮫島（さめじま）
演 - 近童弐吉
鏑咲画廊職員。画商としての心得を由起子に教える。美那雄が騒動を起こした際には彼を殴りつけた。（第2部）
常盤 サチ（ときわ サチ）
演 - 松坂隆子
鏑咲画廊に由起子と会話をするために集まる非婚族。画廊をサロン代わりにしたために楠造の怒りを買い、由起子の計らいで非婚バー『黄色い薔薇』で働くことに。ホステス時は紺色のドレスを着用。その後、非婚バーを退職し、震五郎の通う結婚相談所の所長として働いている。（第2 - 3部）
沢木 涼香（さわき すずか）
演 - 奏谷ひろみ
サチと同じ経緯で非婚バーで働くことになった非婚族。ホステス時は白いドレスを着用。非婚バーの仲間が次々と辞めた後も唯一、非婚五ヶ条の署名を消さず非婚バーには最後まで勤めて、店の閉店日には由起子ら3人と最後の「テキサスの黄色い薔薇」を歌い踊った。（第2 - 3部）
岸辺 珠世（きしべ たまよ）
演 - 中澤聖子
サチと同じ経緯で非婚バーで働くことになった非婚族。ホステス時は赤いドレスを着用。一時期、震五郎と付き合っていた。その後、非婚バーを退職し、2008年に久しぶりにバーに客として来店し由起子に結婚したことを報告し、非婚は流行遅れだと由起子に話す。（第2 - 3部）
蓑田 恒子（みのだ つねこ）
演 - 小飯塚貴世江
サチと同じ経緯で非婚バーで働くことになった非婚族。ホステス時は黄色いドレスを着用。その後、非婚バーを退職。（第2部）
湯原 えい（ゆはら えい）
演 - 山田キヌヲ
サチと同じ経緯で非婚バーで働くことになった非婚族。ホステス時は水色のドレスを着用。その後、非婚バーを退職。（第2部）
伊庭 （鏑咲）香菜子（いにわ かなこ）
演 - 西田奈津美（第3部） / 大木晴楓、石井心愛（第2部）
由起子と忠雅の娘。忠雅が由起子に贈ったカナリアの絵から香菜子と名づけられた。惟子の手により誘拐されるが、非婚バーの店員たちにより助け出される。2008年、成長し幸せな結婚を夢見る短大生に。由起子らに対抗し和花枝と直美と3人で結婚同盟を作る。何が何でも克敏と結婚しようと決意。
伊庭 和花枝 （いにわ わかえ）
演 - 神崎詩織（第3部） / 篠川桃音（第2部）
小百合と美那雄の娘。美那雄からは彼女の存在を認知されていないので非嫡子扱い。大学生。
大江 直美（おおえ なおみ）
演 - 中浜奈美子（第3部） / 半田佳苗（第2部）
和子と勇の娘。高卒で就職しようとするが、母親の非婚活動のせいで就職を断られ、派遣社員として働いている。口癖は「グロい」。
諸沢 克敏（もろさわ かつとし）
演 - 北村栄基
直美の派遣先の上司。合コンで香菜子を気に入る。アメリカ育ちだが男性上位主義者。凛とは数年の腐れ縁。派遣社員だった吉岡を徹底的に非難する。凛と関係しながらも、香菜子と結婚を誓う。（第3部）
鎌谷 凛（かまたに りん）
演 - 西方杏（現・森月未向）
克敏と長年付き合っている女性。官能小説を出版したり、大人の女性の性の魅力について香菜子たちに諭し、そのことが原因でレストランやバーで乱闘騒ぎに発展する。（第3部）
松沢 さつき（まつざわ さつき）
演 - 南波有沙
結婚相談所で紹介された震五郎の交際相手。突然不可思議な歌をレストランで歌ったり、行動や言動が少しずれている。ライフスタイルの不一致から震五郎を振った。（第3部）
吉岡（よしおか）
演 - 安田裕
直美の派遣先の同僚、直美より10歳以上年上。派遣社員だったが不況で契約を切られた上、寮を立ち退きさせられホームレス生活を余儀なくされた。現在は公園のダンボールハウスやネットカフェで暮らしている。由起子の計らいで住民票を伊庭家に移し、就職活動ができるようにしてもらう。（第3部）
柿本亀喜 (かきもと かめき)
演 - [[]]
伊庭家の丹沢の山荘で番人をしていた男。山谷律子の甥。当時小学生であった和子を強姦し、それを目撃した由紀子と小百合に石やクヌギの棒で殴られ流血しながら逃走して以降は行方不明となっていたが、その後白骨死体となって発見された。律子の話によれば仕事が長続きしない人物だったという。

## サブタイトル
| 第1部A | 第1部A           | 第2部A | 第2部A         | 第2部C | 第2部C           | 視聴率  | 視聴率         |
| ------ | ---------------- | ------ | -------------- | ------ | ---------------- | ------- | -------------- |
| 回数   | 第1週-第3週      | 回数   | 第5週-第6週    | 回数   | 第9週-第11週     | 最高    | 8.1%（第6回）  |
| 第1回  | 運命の出会い     | 第22回 | 非婚の誓い     | 第45回 | 結婚宣言！       | 最低    | 2.7%（第55回） |
| 第2回  | 夫婦の秘密       | 第23回 | 非婚5ヶ条      | 第46回 | 非婚の目         | 1月平均 | 5.5%           |
| 第3回  | 二つの家族       | 第24回 | 雌の臭い       | 第47回 | 非婚の館         | 2月平均 | 5.6%           |
| 第4回  | 壊れる父         | 第25回 | 結婚の罠       | 第48回 | 非婚バー         | 3月平均 | 5.8%           |
| 第5回  | 妻妾同居！       | 第26回 | 結婚への秘策   | 第49回 | 由紀子の匂       | 全平均  | 5.6%           |
| 第6回  | 歴史的妻妾同居   | 第27回 | 脱・非婚同盟   | 第50回 | 個展と事件       |         |                |
| 第7回  | 台所戦争         | 第28回 | 女の乱闘       | 第51回 | 野生の熱情       |         |                |
| 第8回  | 使いまわしの指輪 | 第29回 | 新しい恋       | 第52回 | 同盟との決別     |         |                |
| 第9回  | 天罰             | 第2部B | 第2部B         | 第53回 | 同盟崩壊         |         |                |
| 第10回 | 希望の星         | 回数   | 第6週-第9週    | 第3部  | 第3部            |         |                |
| 第11回 | 秘密の夕食       | 第30回 | 三者三様       | 回数   | 第11週-第13週    |         |                |
| 第12回 | 合同晩餐会       | 第31回 | 恋の季節       | 第54回 | 非婚同盟の娘     |         |                |
| 第13回 | キス事件         | 第32回 | 結婚と非婚の壁 | 第55回 | 結婚同盟         |         |                |
| 第14回 | 本妻VS愛人       | 第33回 | 非婚の女王     | 第56回 | 親子断絶         |         |                |
| 第1部B | 第1部B           | 第34回 | 破局           | 第57回 | 父の面影         |         |                |
| 回数   | 第3週-第5週      | 第35回 | スキャンダル   | 第58回 | 恋の虜           |         |                |
| 第15回 | 禁じられた遊び   | 第36回 | 非婚の子       | 第59回 | 乙女VS爛熟女     |         |                |
| 第16回 | 共同戦線         | 第37回 | 魔女           | 第60回 | 恋の三角関係     |         |                |
| 第17回 | 愛人の野望       | 第38回 | 蜘蛛女         | 第61回 | 非婚女性の敵     |         |                |
| 第18回 | 愛人の退治       | 第39回 | 永遠の別れ     | 第62回 | 非婚のルーツ     |         |                |
| 第19回 | 大紙芝居大会     | 第40回 | 蘇る過去の秘密 | 第63回 | 父の消息         |         |                |
| 第20回 | 母の遺言         | 第41回 | 不気味な予言   | 第64回 | 二人だけの結婚式 |         |                |
| 第21回 | 高原の事件       | 第42回 | 過去の犯罪     | 最終回 | 新・非婚宣言     |         |                |
|        |                  | 第43回 | 同盟解散式     |        |                  |         |                |
|        |                  | 第44回 | 非婚族         |        |                  |         |                |

視聴率は関東地区、ビデオリサーチ調べ。

## スタッフ
- 制作 - 東海テレビ放送、ビデオフォーカス
- 企画 - 鶴啓二郎（東海テレビ）
- 脚本 - 中島丈博
- 演出 - 皆川智之（第1,5,9,11週）、吉田使憲（第2,6,8,13週）、藤木靖之（第3,4,7,10週）、最知由暁斗（第12週）
- プロデューサー - 西本淳一（東海テレビ）、大久保尚美（ビデオフォーカス）、大越大士（ビデオフォーカス）
- 音楽 - 富貴晴美
- 音楽制作 - インスパイア・ホールディングス
- 主題歌 - alan「Liberty」（Avex）
- 挿入歌 - パティ・ペイジ「Changing Partners（チェンジングパートナー）」（第51回）
- 協力 - 国際放映TMC-1、KHKアート、山崎美術、岡本技装、パルディール
- 美術協力 - ビデオフォーカス、バル・エンタープライズ、ブル
- 車輌 - カースタントTA･KA
- 特機 - NK Tokki
- 美術協力 - NECパースナルプロダクツ、HARIO、フォンテーヌ株式会社、ギャラリー四季、トーソー株式会社、GINZA LIFE、コンバース、明和セールス、山陽商事株式会社、ABISTE、タカハシ・ミュージック・プラザ
- 衣装協力 - ディノス、リベラル、TIME、レトロサイケ家、ミカレディ、BIG TIME、Small Change、Bon Sens、YUNOBOJUNNO、コード服装、京花織、REAC
- 撮影協力 - 東急本店、東急C&C、飯山温泉・元湯旅館、桐花園、相模原フィルムコミッション、エース証券、パートナーシップきさらづ、ホテルロイヤルヒルズ八宝苑（現・ロイヤルヒルズ木更津ビューホテル）
- 絵画制作 - 石元靖大
- 広報 - 胡桃千春（東海テレビ）、山本章子（東海テレビ）

## 電子コミック版
朔夜水芽の作画による電子コミックの配信がされている。扶桑社とのコラボレーションによりフジテレビBOOKSでの配信を皮切りに他の電子書籍サイトでも配信されている。2009年3月27日から2010年10月29日まで全6話が配信された。ストーリーは第2部B（忠雅の死）までを基にしており、第1部のストーリーは由起子の回想という形で描かれている。基本的なストーリーはドラマとほぼ同じだが、一部だけドラマと異なる描写がある。

### ドラマとの相違点
- 栃男などの一部人物が登場しない（ただし、最終話で小百合がニューヨークで出会った恋人として美那雄らしき人物がシルエットで描かれている）。
- 赤座惟子や鏑咲夫妻が登場する場面が少ない。これに関連して同盟解散のきっかけとなった山荘の事件について調査する描写がカットされている。
- 猪士郎が中絶の事実を知った際、ドラマでは猪士郎が俊彦を殴っているが、コミックでは猪士郎が俊彦に掴み掛るだけに留まっている。
- 奈保子が投身自殺した場所がホテルから俊彦のマンションの屋上になっている。
- 小百合と俊彦の関係がリークされたタイミングが奈保子の自殺後になっている。
- 最終話の終盤で一度は同盟を解散するが、小百合の帰国後に再び同盟を結成している。